# HMS Audacity (1939)
HMS Audacity (D10) (ЕВК «Одесити») — британский эскортный авианосец, первый корабль этого класса в Королевском флоте. Переоборудован из захваченного немецкого сухогруза MV Hannover.
Потоплен 21 декабря 1941 года немецкой подводной лодкой U-751.

## История

### Hannover
Hannover был заложен как линейный сухогруз для перевозки генеральных грузов (валовая регистровая вместимость 5537 брт) на немецкой верфи Bremer Vulkan. Спущен на воду 29 марта 1939 года. Судно было куплено Norddeutscher Lloyd и использовалось для перевозки бананов из Вест-Индии в Германию. Портом приписки был Бремен.

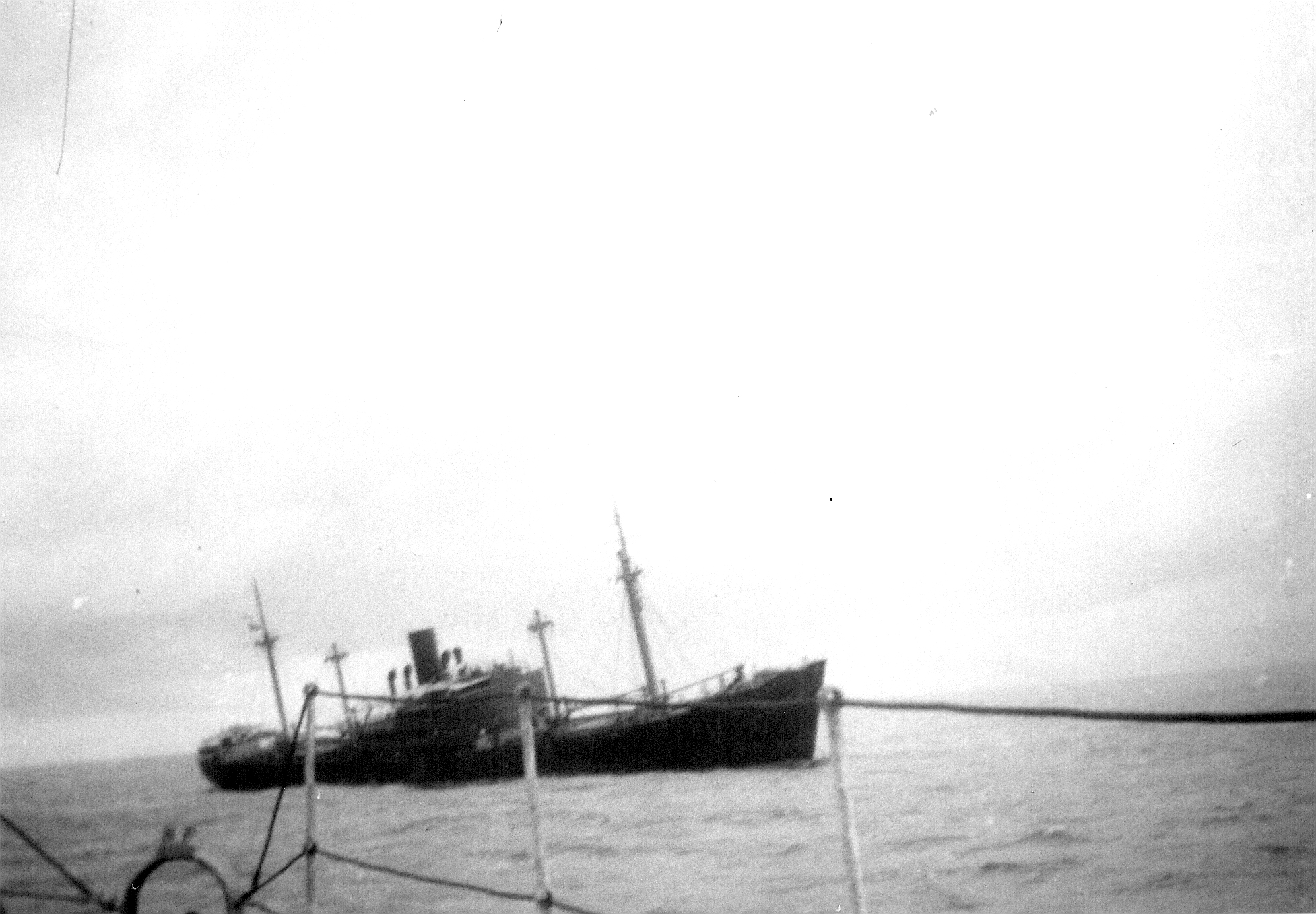
Hannover. Снимок сделан с борта канадского эсминца Assiniboine

В начале Второй мировой войны судно нашло убежище на Кюрасао. В марте 1940 года капитан попытался прорвать блокаду и уйти в Германию, однако в ночь с 7 на 8 марта Hannover был замечен союзными кораблями — британским лёгким крейсером Dunedin и канадским эсминцем HMCS Assiniboine — между Гаити и Пуэрто-Рико. Немецкий капитан проигнорировал приказ остановиться и попытался достичь нейтральных вод Доминики, но безуспешно. Команде было приказано открыть кингстоны и поджечь судно, однако британский крейсер успел высадить на борт абордажную партию. Англичане сумели перекрыть кингстоны, а судно было отконвоировано в международные воды. Следующие 4 дня ушли на тушение пожара, после чего судно было отбуксировано на Ямайку, прибыв туда 11 марта. Осмотр показал, что более всего от пожара пострадала судовая электросистема.

### Sinbad
Захваченный в качестве приза Hannover был переименован в Sinbad и приписан к порту Кингстон. Находившийся на борту груз овечьих шкур продали с торгов.

## Основные сведения
Одним из двух пилотов, спасшихся во время гибели авианосца, был ставший в дальнейшем известным британский лётчик-испытатель Эрик Браун.